# Offensiva Proskurov-Černovcy
L'Offensiva Proskurov-Černovcy (in russo Проскуровско-Черновицкая наступательная операция?, Proskurovsko-Černovickaja nastupatel'naja operacija) fu una grande operazione strategica sferrata dall'Armata Rossa sovietica nell'inverno-primavera 1944 durante la seconda guerra mondiale sul Fronte Orientale, per liberare l'Ucraina occidentale e distruggere le forze della Wehrmacht tedesca schierate nel settore meridionale del fronte.
Iniziata il 4 marzo 1944 dopo i durissimi combattimenti invernali della battaglia di Korsun', venne guidata dal maresciallo Georgij Žukov in persona, passato al comando del 1º Fronte ucraino, dopo la morte, a causa di un agguato di nazionalisti ucraini, del generale Nikolaj Vatutin; le armate corazzate sovietiche avanzarono in profondità nonostante le difficoltà del terreno fangoso per il disgelo, e travolsero inizialmente le forze tedesche del feldmaresciallo Erich von Manstein che subirono pesanti perdite di uomini e mezzi. Il maresciallo Žukov spinse in avanti con grande rapidità le sue armate che raggiunsero il 29 marzo 1944 il centro strategico di Černovcy sul fiume Dnestr, accerchiando, in collaborazione con una parte delle forze del 2º Fronte ucraino del maresciallo Ivan Konev, un gran numero di divisioni tedesche.
Le truppe tedesche accerchiate nella sacca di Kamenec-Podol'skij riuscirono tuttavia a ripiegare verso ovest e a sfuggire alla distruzione ma dovettero abbandonare gran parte dell'equipaggiamento e rifluire verso i Carpazi. L'offensiva Proskurov-Černovcy raggiunse quindi un grande obiettivo strategico e, insieme alla contemporanea offensiva Uman'-Botoșani, permise all'Unione Sovietica di liberare tutta l'Ucraina occidentale sulla riva destra del Dnepr e raggiungere posizioni d'attacco verso i Balcani e l'Europa centrale.

## Storia

### L'offensiva sovietica invernale del 1944
Dopo la sanguinosa battaglia di Korsun', conclusa il 17 febbraio 1944 con la vittoria delle armate del 2º Fronte ucraino del generale Ivan Konev e la distruzione di una parte rilevante delle truppe tedesche accerchiate, l'Armata Rossa aveva ottenuto altri successi più a sud dove erano stata liberata il 22 febbraio 1944, da parte delle forze del 3º Fronte ucraino del generale Rodion Malinovskij, l'importante città industriale di Krivoj Rog. Questi successi tuttavia non avevano completamente disarticolato lo schieramento difensivo tedesco della Wehrmacht che opponeva ancora forte resistenza in tutti i settori del fronte. Adolf Hitler e l'alto comando tedesco ipotizzavano che le dure battaglie invernali, iniziate il 24 dicembre 1943, avessero indebolito anche l'Armata Rossa e che l'imminente periodo del disgelo primaverile (rasputiza), con la trasformazione delle strade e dei terreni in mari di fango quasi insuperabile, avrebbe ulteriormente rallentato l'offensiva del nemico; il dittatore tedesco riteneva probabile un arresto definitivo degli attacchi sovietici in attesa della stagione calda. Di conseguenza, nonostante le informazioni allarmanti del servizio segreto del generale Reinhard Gehlen, Hitler minimizzò i pericoli e continuò a rifiutare ogni ritirata strategica e anche ogni rinforzo di riserve provenienti da altri fronti.
Il feldmaresciallo Erich von Manstein, comandante del Gruppo d'armate Sud, schierato in Ucraina occidentale, era molto meno ottimista e temeva una nuova grande offensiva sovietica contro la sua ala settentrionale in direzione della linea ferroviaria strategica Leopoli-Odessa. In assenza di rinforzi sostanziali, il feldmaresciallo von Manstein aveva deciso di modificare lo schieramento delle sue armate trasferendo sulla sua ala sinistra che egli riteneva l'obiettivo della possibile offensiva nemica, le migliori Panzerdivision ancora disponibili; queste moderne unità mobili, essenziali per contrattaccare e respingere gli attacchi sovietici avevano subito forti perdite nelle battaglie invernali precedenti e disponevano solo di circa trenta mezzi corazzati ciascuno; nel complesso il Gruppo d'armate Sud poteva impiegare all'inizio delle nuove operazioni non più di circa 400 carri armati su tutto il suo lungo fronte difensivo. In realtà anche le forze corazzate dell'Armata Rossa avevano subito pesanti perdite nelle aspre battaglie del fronte orientale, secondo i calcoli tedeschi quasi 4000 mezzi corazzati distrutti, ma apparentemente sembravano ancora in piena efficienza. Il feldmaresciallo von Manstein cercò quindi di rinforzare la 4. Panzerarmee del generale Erhard Raus, che sbarrava le vie di accesso al centro di comunicazioni di Tarnopol, trasferendo a nord, nel settore di Šepetovka e del Bug, la massa principale della 1. Panzerarmee del generale Hans Hube con cinque Panzerdivision; in questo modo però l'8. Armee del generale Otto Wöhler, già indebolita dopo la battaglia di Korsun', schierata più a sud a difesa dell'importantissimo settore di Uman', fu privata della metà delle sue riserve corazzate, pericolosamente esposta a un attacco sovietico.

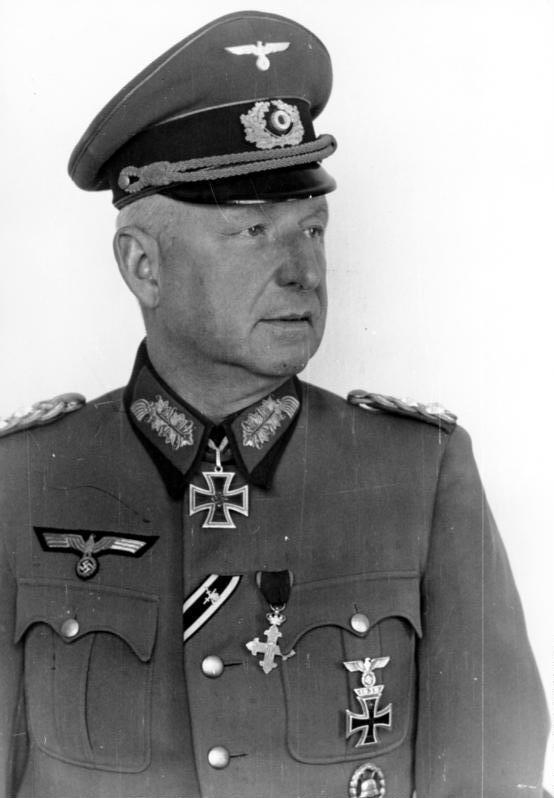
Il feldmaresciallo Erich von Manstein, comandante del Gruppo d'armate Sud.

In realtà Stalin e lo Stavka non solo non intendevano affatto sospendere le operazioni in attesa della primavera, come sperava Hitler, ma al contrario stavano pianificando da settimane una gigantesca offensiva generale in tutto il settore meridionale del Fronte orientale con obiettivi molto più grandiosi anche rispetto alle ipotesi pessimistiche del feldmaresciallo von Manstein. Le direttive dettagliate di Stalin furono diramate il 18 febbraio 1944 e coinvolgevano tutte le armate sovietiche schierate tra le paludi del Pripjat e il Mar Nero. Si trattava di un piano offensivo senza precedenti per vastità di obiettivi e per la quantità degli uomini e dei mezzi impegnati. Il progetto dello Stavka prevedeva una serie di complessi spostamenti di truppe per concentrare le masse offensive nei punti previsti; tutte queste complicate manovre dovevano essere eseguite con la massima rapidità nonostante le crescenti difficoltà causate dal clima e dai primi segni del disgelo.
Nella grande offensiva sarebbero state impegnate le ingenti forze dei tre Fronti sovietici schierati sulla riva destra del Dnepr; il 1º Fronte ucraino del generale Nikolaj Vatutin, il 2º Fronte ucraino del maresciallo Ivan Konev e il 3º Fronte ucraino del generale Rodion Malinovskij, che avrebbero sferrato i loro attacchi in rapida successione con movimenti coordinati, rispettivamente il 4 marzo, il 5 marzo e il 6 marzo; tutte e sei le armate corazzate dell'Armata Rossa sarebbero state messe in campo per sfruttare gli sfondamenti e avanzare a grande profondità. Le armate del generale Vatutin avrebbero costituito la massa offensiva più importante, avanzando in direzione sud-ovest almeno fino alla linea del fiume Dnestr per tagliare fuori completamente tutte le forze tedesche del Gruppo d'armate Sud che contemporaneamente sarebbero state attaccate frontalmente dalle forze del maresciallo Konev e del generale Malinovskij. Il 1° Fronte ucraino ricevette ingenti riserve e alla vigilia dell'attacco schierava cinque armate con 56 divisioni di fucilieri e tre armate corazzate; secondo i calcoli del servizio informazioni sovietico avrebbe dovuto affrontare e sconfiggere le forze principali tedesche, ventisei divisioni di cui nove Panzerdivision.

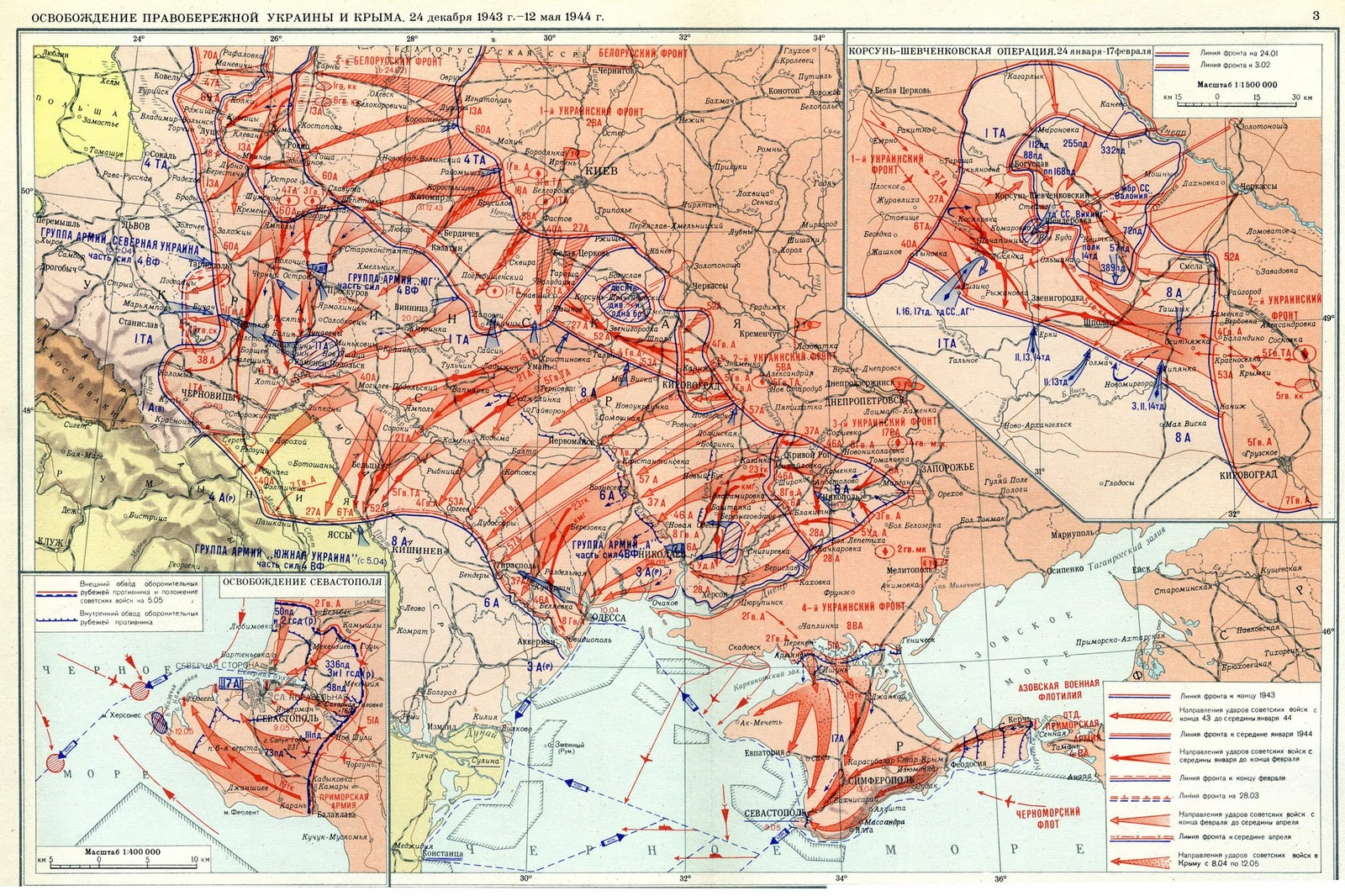
Carta delle operazioni sovietiche durante l'offensiva invernale del 1943-1944.

Il piano di operazioni studiato dal generale Vatutin prevedeva l'attacco a partire dal settore di Dubno-Šepetivka-Ljubar; dopo lo sfondamento le riserve corazzate sarebbero avanzate prima su Čortkov e poi direttamente su Černovcy sul Prut; nell'ultima settimana di febbraio le armate del 1° Fronte ucraino erano in movimento per raggiungere le loro posizioni di partenza. La maggior parte delle forze si stava concentrando sul fianco destro: la 60ª Armata del generale Ivan Danilovič Černjachovskij coprì il raggruppamento a Šumsk della 3ª Armata corazzata della Guardia del generale Pavel Rybalko e della 4ª Armata corazzata del generale Vasilij Michajlovič Badanov, mentre anche la 1ª Armata della Guardia del generale Andrej Antonovič Grečko cambiò posizione; la 13ª Armata del generale Nikolaj Pukhov avrebbe coperto il fianco destro del fronte attaccando in direzione di Brody; al centro e sul fianco sinistro si trovavano la 18ª Armata del generale Zuravlev e la 38ª Armata del generale Kirill Semënovič Moskalenko che era in contatto con il 2° Fronte ucraino. Il generale Vatutin disponeva infine della 1ª Armata corazzata del generale Michail Efimovič Katukov che era in riserva a Pogrebišče; la 2ª Armata aerea avrebbe fornito il supporto dall'aria.
L'Armata Rossa si trovava ora in combattimento in Ucraina occidentale dove era in corso fin dal 1941 una violenta e brutale guerra civile all'interno della guerra contro i tedeschi, tra i gruppi nazionalisti dell'UPA e i gruppi partigiani sovietici che colpivano i tedeschi ma intendevano anche schiacciare ogni aspirazione nazionalista; i gruppi nazionalisti ucraini a loro volta combattevano con grande accanimento sia i partigiani sovietici, in nome dell'indipendenza dell'Ucraina, sia l'esercito tedesco che era soprattutto interessato a depredare, saccheggiare e distruggere, sia le unità regolari dell'Armata Rossa. Il 29 febbraio 1944 il generale Vatutin, in ispezione al posto di comando della 60ª Armata, cadde in un'imboscata di nazionalisti ucraini e rimase gravemente ferito; l'esperto e abile generale sarebbe morto il 15 aprile successivo per le ferite riportate.
Appresa la drammatica notizia del grave ferimento del generale Vatutin, il maresciallo Georgij Žukov, che si trovava già sul posto, assunse dal 1º marzo 1944, il comando del 1° Fronte ucraino; Stalin approvò subito la decisione del suo principale collaboratore militare.

### L'avanzata delle armate corazzate sovietiche
Il maresciallo Žukov, assunto il comando il 1 marzo 1944, non fece grandi variazioni nel piano operativo già preparato dal generale Vatutin; egli rinuncio all'attacco della 13ª Armata e concentrò ancor di più le sue forze d'attacco; il maresciallo soprattutto diede prova della sua grande energia e determinazione. Nonostante le difficoltà di rifornimento e i ritardi nelle forniture logistiche, in particolare di carburante, di cui all'inizio c'erano scorte solo per due giorni nelle armate corazzate, il comandante del 1° Fronte ucraino confermò che l'attacco sarebbe iniziato come previsto il 4 marzo, contando su misure d'emergenza improvvisate per colmare a tutti costi nel corso delle operazioni le carenze di carburante per i carri armati.

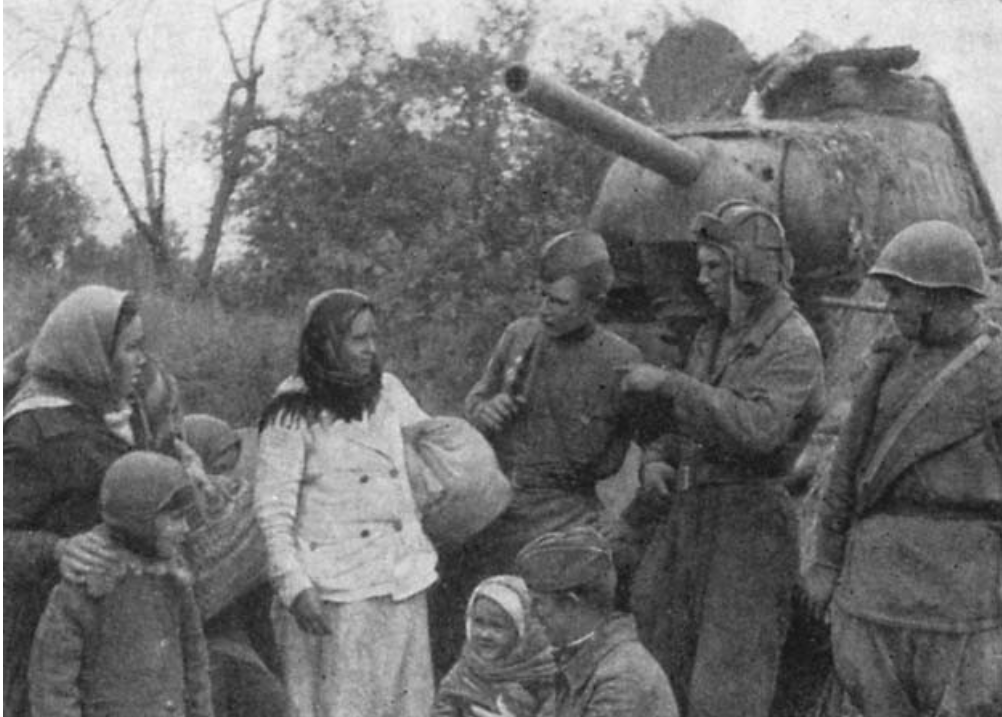
Soldati e carristi sovietici incontrano i civili ucraini durante l'offensiva Proskurov-Černovcy.

Il 1° Fronte ucraino attaccò il 4 marzo 1944 su tutto il suo fronte con grande potenza di fuoco; l'offensiva principale venne sferrata dalla 60ª Armata del generale Černjachovskij, supportata sul fianco destro dalla 13ª Armata, che riuscì a sfondare le posizioni difese dal LIX Corpo d'armata tedesco con tre divisioni di fanteria, mentre il XIII Corpo d'armata venne respinto verso ovest. L'intervento della 7. Panzerdivision e poi anche della 1. SS-Panzer-Division "Leibstandarte SS Adolf Hitler" non riuscì a ristabilire la situazione per i tedeschi e il maresciallo Žukov quindi poté far intervenire i carri armati della 3ª Armata corazzata della Guardia del generale Rybalko e della 4ª Armata corazzata del generale Badanov, equipaggiate con 475 mezzi corazzati e 47 cannoni semoventi, che completarono lo sfondamento e avanzarono in profondità. In 48 ore le unità mobili sovietiche avanzarono per 35 chilometri mentre l'area di sfondamento si estendeva per 150 chilometri di larghezza da Ostrog al fiume Sluč'. Il maresciallo Žukov spinse in avanti le sue forze corazzate soprattutto al centro del fronte d'attacco; i mezzi motorizzati dell'Armata Rossa riuscirono a proseguire abbastanza rapidamente nonostante le crescenti difficoltà di movimento causate dal fango, grazie anche ai moderni autocarri americani Studebaker forniti secondo il programma Lend-lease; mentre i carri armati si muovevano rapidamente, le unità di fucilieri, molto meno motorizzati, furono rallentati dal terreno melmoso e anche dalle necessità di eliminare i centri di resistenza tedeschi ancora presenti.
Il 7 marzo le armate corazzate sovietiche e la 60ª Armata erano già vicini alla linea Tarnopol-Čornyi Ostriv, dopo aver sconfitto tre Panzerdivision e otto divisioni di fanteria tedesche, mentre la 1ª Armata della Guardia stava avanzando su Starokostjantyniv e Proskurov. I carri armati sovietici del 6º Corpo corazzato della Guardia a questo punto intercettarono a Voločisk la linea ferroviaria Leopoli-Odessa e quindi interruppero i collegamenti tra la 4. Panzerarmee del generale Raus e la 1. Panzerarmee del generale Hube. La situazione dell'ala sinistra del Gruppo d'armate Sud tedesco stava diventando sempre più critica, i resti del LIX Corpo d'armata erano stati respinti verso sud-est in direzione della 1. Panzerarmee, mentre la 4. Panzerarmee stava ripiegando verso ovest e nord-ovest; a questo punto il feldmaresciallo von Manstein fece intervenire le riserve corazzate. A nord-ovest il 48º Panzerkorps del generale Hermann Balck riuscì a raggruppare le sue forze a protezione di Tarnopol, mentre a sud-est il 3º Panzerkorps del generale Hermann Breith con cinque Panzerdivision e il gruppo corazzato pesante del tenente colonnello Franz Bäke contrattaccò a sud della linea ferroviaria, riprese contatto con il LIX Corpo d'armata e arrestò momentaneamente le colonne corazzate sovietiche, proteggendo Proskurov. Il maresciallo Žukov continuò ugualmente ad estendere l'offensiva, cercando di aggirare Tarnopol da sud e di raggiungere Proskurov; il 5 marzo aveva attaccato la 18ª Armata e l'11 marzo intervenne anche la 38ª Armata; in questa fase tuttavia i tedeschi avevano concentrato tra Tarnopol e Proskurov nove Panzerdivision e sei divisioni di fanteria che opposero forte resistenza impedendo ai sovietici di proseguire liberamente a sud della linea ferroviaria.

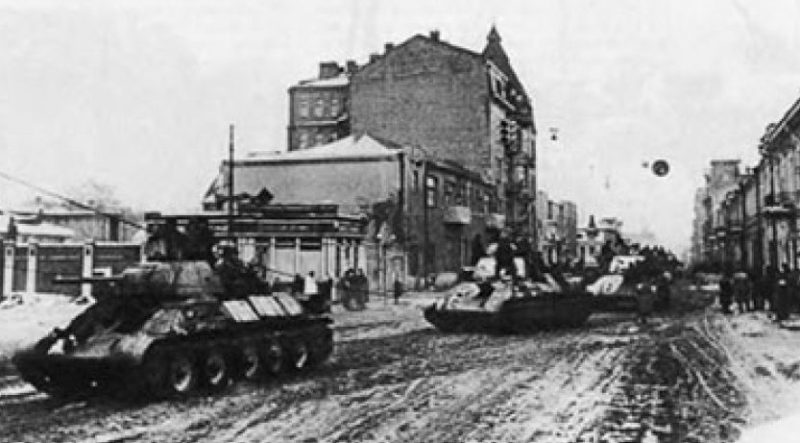
Colonna di carri armati T-34 sovietici dentro Proskurov.

In realtà la situazione complessiva dell'esercito tedesco nel settore meridionale era sempre più critica anche a causa del crollo del fronte della 8. Armee del generale Otto Wöhler che, schierato più a sud, era stata molto indebolito dal trasferimento delle migliori Panzerdivision alla 1. Panzerarmee. Il 5 marzo 1944 il maresciallo Ivan Konev aveva dato inizio all'offensiva del 2° Fronte ucraino e aveva raggiunto rapidamente un successo totale; il fronte tedesco venne sfondato e le sue tre armate corazzate avanzarono a grande velocità conquistando il 10 marzo 1944 il grande centro logistico di Uman' e il nodo ferroviario di Christinovka. I carri armati del maresciallo Konev quindi diedero inizio alla famosa "marcia nel fango" che in pochissimi giorni li portò a superare il fiume Bug e raggiungere e attraversare anche il Dniestr, il 17-18 marzo, costituendo una prima testa di ponte a Mogilëv-Podol'skij.
Il maresciallo Žukov era assolutamente determinato a riprendere la sua offensiva e superare la resistenza tedesca nel suo settore; egli quindi fece portare avanti la sua riserva operativa, la 1ª Armata corazzata del generale Katukov con 239 carri armati, e preparò piani per avanzare direttamente prima fino al Dniestr e quindi fino a Černovcy sul Prut; contemporaneamente la 4ª Armata corazzata, passata al comando del generale Dmitrij Leljušenko, avrebbe raggiunto Kamenec-Podol'skij e le armate del fianco sinistro, 1ª della Guardia, 18ª e 38ª Armata, avrebbero raggiunto e liberato Vinnica e Žmerinka. Il maresciallo Žukov intendeva accelerare al massimo, dopo lo sfondamento, la conversione verso sud delle sue forze meccanizzate, cercando di intrappolare definitivamente in un colpo solo il grosso dell'esercito tedesco nel settore meridionale del fronte orientale, che era già in difficoltà più a sud a causa degli attacchi del maresciallo Konev e del generale Malinovskij. Lo Stavko approvò subito questi grandiosi piani del maresciallo.

### Accerchiamento a Kamenec-Podol'skij

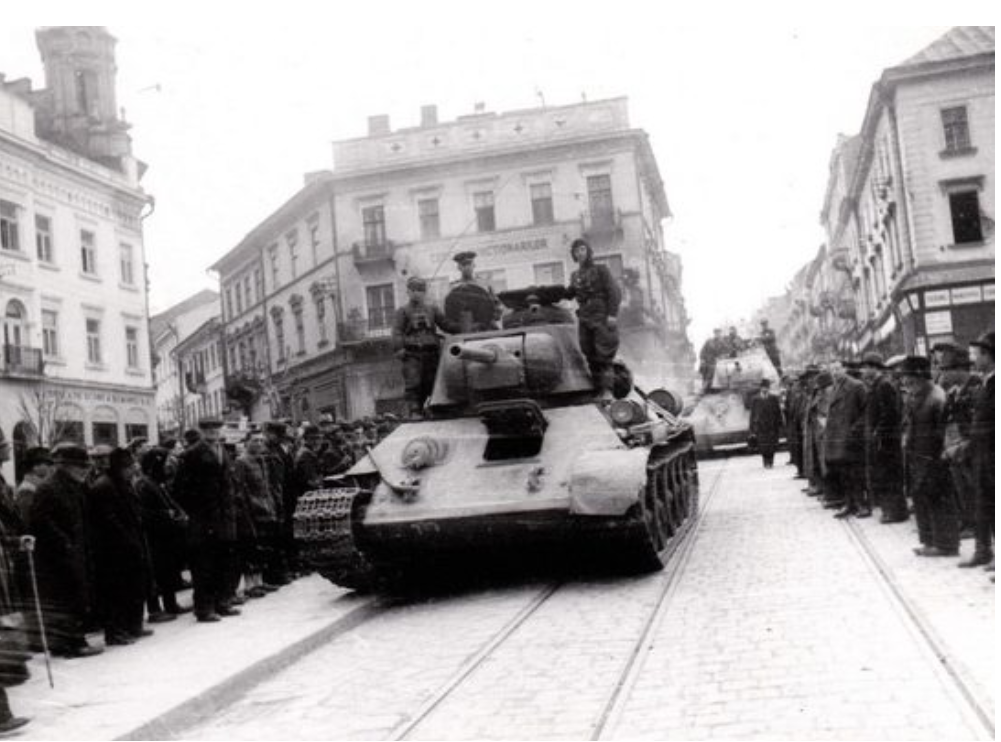
I carri armati sovietici entrano a Černovcy.

La nuova spinta offensiva del 1° Fronte ucraino ebbe inizio il 21 marzo 1944 con l'irruzione della 1ª Armata corazzata e della 4ª Armata corazzata; le unità meccanizzate avanzarono subito e proseguirono in profondità nonostante le difficoltà del disgelo, le carenze logistiche e la stanchezza degli uomini; il maresciallo Žukov fece scendere i suoi carri armati lungo la valle dello Zbruč lungo la direttrice Terebovlja-Čortkov e l'avanzata continuò rapida senza incontrare grande resistenza. Contemporaneamente anche le altre armate del 1° Fronte ucraino ripresero l'avanzata: la 1ª Armata della Guardia raggiunse Proskurov il 25 marzo, mentre la 38ª Armata liberò dopo aspri combattimenti prima Vinnica, il 26 marzo, poi Žmerinka.
Nel frattempo le armate corazzate sovietiche avevano raggiunto obiettivi decisivi; la 1ª Armata corazzata in particolare avanzò con grande rapidità e il 24 marzo l'8º Corpo meccanizzato della Guardia raggiunse e superò di sorpresa il Dnestr a Zaleščiki, aprendo la strada per tutta l'armata. Il generale Katukov spinse in avanti la 64ª Brigata corazzata al comando del tenente colonnello Bojko che proseguì quasi isolata arrivando il 27 marzo già molto vicino a Černovcy. Essendo distrutto il ponte sul Prut, i carristi della brigata attraversarono a guado ed entrarono nella città dove furono raggiunti dal grosso del 11º Corpo corazzato della Guardia che il 29 marzo 1944 liberò definitivamente Černovcy, raggiungendo un risultato strategico importantissimo. Il giorno precedente altri reparti meccanizzati sovietici avevano liberato Kolomyja, mentre fin dal 26 marzo la 4ª Armata corazzata del generale Leljušenko aveva conquistato, dopo una brillante avanzata, l'importante centro di Kamenec-Podol'skij.

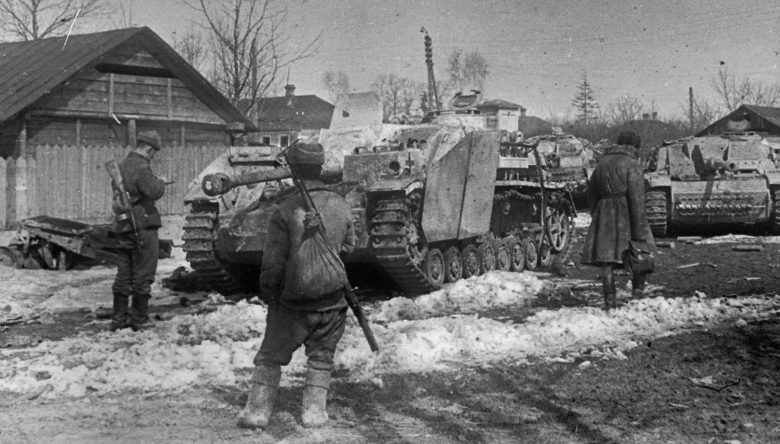
Soldati sovietici esaminano relitti di cannoni d'assalto tedeschi StugIII.

La conquista di Kamenec-Podol'skij sembrava chiudere definitivamente la strada alla 1. Panzerarmee del generale Hube che era rimasta bloccata tra il Bug e il Dniestr e completare con pieno successo il piano del maresciallo Žukov di accerchiamento generale del grosso dell'esercito tedesco a sud. Il maresciallo Konev infatti aveva coordinato la sua avanzata con le manovre del 1° Fronte ucraino e aveva spinto la sua 40ª Armata verso Chotin per sbarrare ai tedeschi la via di uscita verso sud e congiungersi con la 4ª Armata corazzata; il 28 marzo tre divisioni di fucilieri della 40ª Armata liberarono Chotin e chiusero il cerchio. La 1. Panzerarmee del generale Hans Hube, con circa venti divisioni tra cui nove Panzerdivision e i kampfgruppe della 1. SS "Leibstandarte Adolf Hitler" e della 2. SS-Panzer-Division "Das Reich", era chiusa tra le città di Černovcy, Dunaevcy, Studenica e Kamenec-Podol'skij; il maresciallo Žukov schierava a est della sacca la 18ª Armata e la 38ª Armata, a nord la 1ª Armata della Guardia, a ovest la 4ª Armata corazzata, e a sud il 51º Corpo della 40ª Armata del fronte del maresciallo Konev. In realtà il blocco organizzato in fretta dal maresciallo Žukov intorno alla 1. Panzerarmee non era impenetrabile. Dopo la grande avanzata le forze sovietiche erano esauste e il sostegno logistico era divenuto precario; le condizioni delle strade ostacolarono i movimenti; inoltre le forze aeree, a causa del maltempo, non fornirono il necessario sostegno, mentre insufficiente fu la raccolta di informazioni.
Fin dal 23 marzo il feldmaresciallo von Manstein aveva avvertito Hitler della gravità della situazione della 1. Panzerarmee che, rifornita precariamente solo per via aerea, rischiava un rapido annientamento in assenza di ingenti rinforzi o di una rapida ritirata verso ovest per riprendere i contatti con la 4. Panzerarmee. Hitler, come in tante occasioni in passato, tuttavia inizialmente respinse, nel corso di aspri colloqui diretti al Berghof il 25 marzo, la richiesta di ritirata presentata dal feldmaresciallo von Manstein. Il giorno seguente tuttavia Hitler cambiò idea: autorizzò la ritirata dela 1. Panzerarmee verso ovest e promise anche l'arrivo dalla Francia dell'intero II SS-Panzerkorps con due Panzerdivision fresche. Il generale Hube, ufficiale esperto e valoroso, avrebbe preferito ripiegare verso sud, attraverso il Dniestr ma alla fine eseguì gli ordini e il 29 marzo diede inizio alla ritirata verso ovest della "sacca mobile".

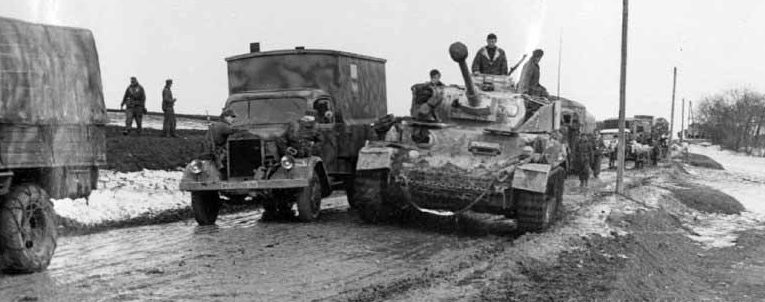
Colonna meccanizzata della 1. Panzerarmee in ritirata.

Il maresciallo Žukov, ritenendo che i tedeschi avrebbero ripiegato verso sud, come sembrava confermato dalle notizie fornite dal servizio informazioni, si preparava a contrastare il tentativo di ritirata delle forze tedesche accerchiate; ben presto però divenne evidente chei tedeschi si muovevano invece verso ovest per uscire dall'accerchiamento. Il generale Hube controllò con risolutezza la ritirata della sua armata che, frazionata in due gruppi d'avanguardia e un gruppo di retroguardia, mantenne la coesione, superò sia lo Zbruč che il Seret. Le Panzerdivision accerchiate, pur ridotte a pochissimi mezzi, si batterono strenuamente e riuscirono a contrastare gli attacchi sovietici. Il maresciallo Žukov infatti con la consueta determinazione cercò di fermare la ritirata della 1. Panzerarmee, facendo risalire verso nord alcune unità della 1ª Armata corazzata e della 4ª Armata corazzata che tuttavia si trovavano molto a sud. Le armate sovietiche, intralciate anche dal maltempo, non riuscirono a risalire in tempo a nord del Dniestr.
Nel frattempo il feldmaresciallo Walter Model, nuovo comandante del Gruppo d'armate Sud dopo la destituzione il 30 marzo del feldmaresciallo von Manstein, aveva rapidamente organizzato le forze per venire incontro alle divisioni tedesche accerchiate. Appena sbarcate a Leopoli, le due nuove Panzerdivision SS, 10. SS-Panzer-Division "Frundsberg" e 9. SS-Panzer-Division "Hohenstaufen", attaccarono il 4 aprile 1944, mentre le avanguardie del generale Hube, dopo aver superato il Seret si avvicinavano al fiume Strypa a Bučač, dove si sarebbero dovuto collegare con i rinforzi della 4. Panzerarmee.. Il 6 aprile si concluse con successo la ritirata degli oltre 200 000 soldati tedeschi accerchiati del generale Hube; la 6. Panzer-Division nella mattinata raggiunse Bučač dove alle ore 17.00 avvenne il congiungimento con i reparti della 10. SS "Frundsberg"; la 1. Panzerarmee rientrò quindi in contatto con il fronte principale tedesco, anche se vennero persi molti mezzi e equipaggiamenti, mentre le truppe tedesche erano estremamente logorate.

### Conseguenze strategiche
Il maresciallo Žukov non era riuscito, come era sembrato possibile, ad accerchiare e distruggere la 1. Panzerarmee dove erano concentrate le migliori divisioni del Gruppo d'armate Sud; nonostante questa delusione, tuttavia le perdite tedesche in uomini e mezzi furono fortissime e i reparti persero gran parte della loro efficienza, circa venti divisioni della Wehrmacht subirono perdite di circa il 50% degli effettivi.

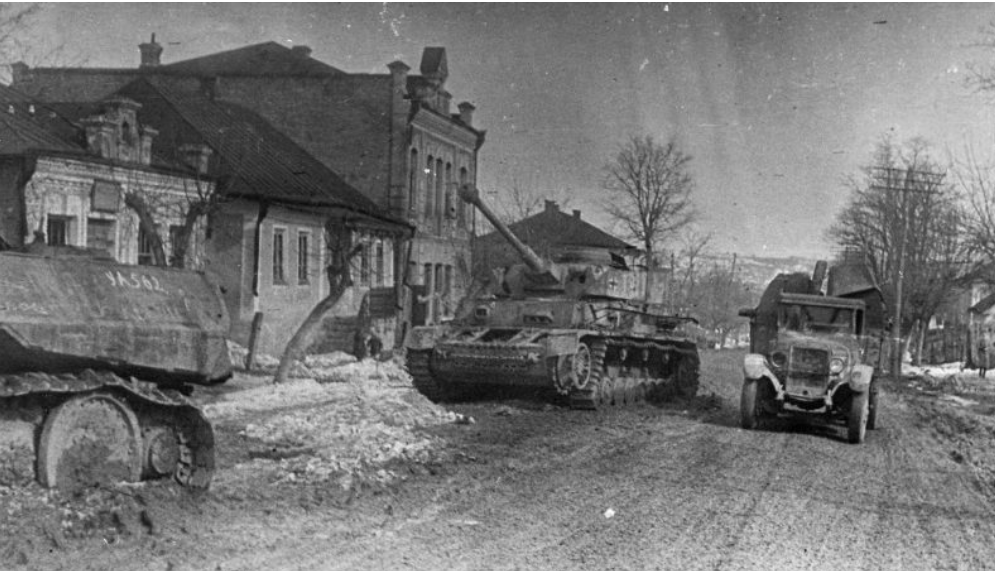
Mezzi meccanizzati tedeschi distrutti durante l'Offensiva Proskurov-Černovcy.

Dopo la ritirata dell'armata del generale Hube, i combattimenti continuarono ancora per alcune settimane; il maresciallo Žukov cercò di consolidare le sue posizioni e bloccare ogni tentativo di controffensiva tedesca; la 60ª Armata e la 13ª Armata vennero schierate a copertura del fronte ovest contro la 4. Panzerarmee, in direzione di Marjampol, mentre la 1ª Armata corazzata del generale Katukov dopo la brillante avanzata in parte era in combattimento tra Stanislav e Storožinec, in parte risalì verso nord insieme alla 4ª Armata corazzata per contrattaccare. Il feldmaresciallo Model, dopo aver sbloccato le forze tedesche accerchiate, continuò operazioni attive per stabilizzare il fronte; egli cercò anche di accorrere in aiuto della guarnigione tedesca bloccata dal 23 marzo a Tarnopol. Il 48º Panzerkorps, rinforzato con i reparti della 9. SS "Hohenstaufen" , attaccò senza successo a partire dall'11 aprile 1944. I sovietici respinsero l'attacco dopo combattimenti accaniti e riuscirono il 17 aprile a occupare Tarnopol; la guarnigione tedesca venne distrutta.
Nello stesso giorno, Stalin e lo Stavka diedero ordine al 1° Fronte ucraino di arrestare le operazioni offensive e passare sulla difensiva in preparazione della campagna dell'estate 1944, ponendo termine in questo modo alla terza campagna invernale sovietica della guerra.
L'offensiva del maresciallo Žukov, caratterizzata, come l'attacco del maresciallo Konev più a sud, dalle estreme difficoltà causate dal fango del disgelo, si concluse con una importante vittoria operativa e strategica, cambiando definitivamente la situazione militare e politica in tutto il settore centro-meridionale del Fronte orientale. La grande avanzata del 1° Fronte ucraino dal Bug al Dniestr e al Prut disarticolò definitivamente il Gruppo d'armate Sud tedesco, di cui una parte, i resti della 8. Armee, ripiegò in rotta verso sud, mentre un'altra parte, la 4. Panzerarmee e i resti della 1. Panzerarmee, si ritirò a ovest in Galizia, separata dalla catena dei Carpazi. In questo modo l'Ucraina occidentale era stata quasi completamente liberata. Le armate del maresciallo sovietico occupavano posizioni da Kovel, a contatto con il Gruppo d'armate Centro tedesco, alla Bucovina e la Rutenia, in collegamento con le forze del 2° Fronte ucraino che erano giunte a loro volta al Prut e alla Bessarabia. Ancora più a sud il 3° Fronte ucraino aveva liberato Odessa il 10 aprile e attaccava il confine della Romania e della Moldavia, mentre il 4° Fronte ucraino l'8 aprile aveva dato inizio alla battaglia per liberare la Crimea che si sarebbe conclusa il 9 maggio con un'altra netta vittoria sovietica.

## Bilancio e conclusione
Adolf Hitler, nonostante la gravità della sconfitta subita, la perdita dell'intera Ucraina e le pesanti perdite della Wehrmacht, non sembrò perdere la fiducia sull'andamento generale della guerra. Egli era in attesa del famoso secondo fronte anglo-americano, di cui aveva già previsto la sconfitta, e fin dal 2 aprile 1944 proclamò nella sua direttiva N. 7 che l'offensiva sovietica era ormai esaurita e che l'Armata Rossa era stata dissanguata; il dittatore delineava il nuovo fronte da difendere ad oltranza, esteso dalle "piazzeforti" di Kovel, Brody e Tarnopol, ai Carpazi, alla Moldavia di Iași e Kišinëv, fino al Tiligul, coprendo e difendendo strenuamente Odessa e la Crimea. Hitler, dopo aver destituito il 30 marzo il feldmaresciallo von Manstein e il feldmaresciallo Ewald von Kleist, aveva affidato la difesa di queste linee a due alti ufficiali tenaci e combattivi, il feldmaresciallo Walter Model e il generale Ferdinand Schörner, in cui aveva piena fiducia.

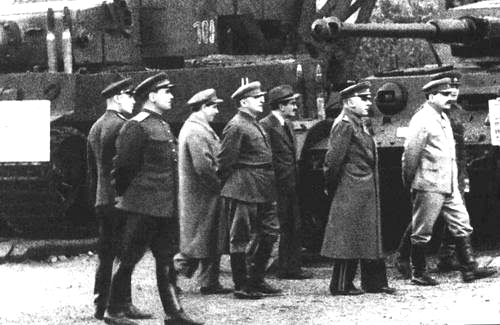
Stalin (ultimo a destra) insieme ad alcuni alti ufficiali, esamina a Mosca, mezzi corazzati tedeschi catturati.

Il dittatore tedesco inoltre aveva rapidamente consolidato il suo sistema di alleanze, procedendo fin dal 19 marzo 1944 all'occupazione militare dell'Ungheria per impedire una sua possibile defezione e accrescere il contributo dell'esercito ungherese alla difesa del fronte est; Hitler aveva pianificato un'operazione d'emergenza anche in caso di cedimento della Romania, il cui territorio era ormai direttamente minacciato dalle armate sovietiche; il 22 marzo Hitler aveva incontrato il maresciallo Ion Antonescu per rinsaldarne la fiducia e promettere l'aiuto tedesco. In realtà, nonostante queste misure di emergenza, lo schieramento militare della Wehrmacht era fortemente indebolito dopo l'offensiva invernale sovietica e il potere politico regionale della Germania nazista stava lentamente disgregandosi.
La campagna dell'inverno 1943-44 si chiuse con grandi risultati per Stalin e lo Stavka; lo schieramento della Wehrmacht all'est perse circa diciotto divisioni distrutte, otto furono gravemente indebolite e sessanta persero la metà del loro organico, mentre i due famosi alti ufficiali tedeschi, i feldmarescialli von Manstein e von Kleist, erano stati destituiti da Hitler per le sconfitte subite. Il fronte dell'est tedesco era ormai fortemente indebolito dopo aver perso la quasi totalità dell'Ucraina occidentale. La grande offensiva Proskurov-Černovcy guidata dal maresciallo Žukov, diede un contributo decisivo al successo sovietico nella campagna invernale. Dal punto di vista politico, Stalin poteva ora, con le sue armate arrivate ai Carpazi e alla soglia dei Balcani, esercitare pressione sull'Ungheria e soprattutto sulla Bulgaria, dove era presente un movimento partigiano filosovietico, e sulla Romania, dove erano in corso contatti segreti con l'opposizione rumena alla dittatura militare del maresciallo Antonescu.
Stalin però in questa fase era ancora concentrato soprattutto sugli aspetti militari della guerra; egli, pur avendo deciso di sospendere in aprile le operazioni offensive, intendeva riprendere al più presto per liberare il territorio sovietico ancora occupato. Ancor prima della sospensione della campagna attiva il dittatore e i suoi generali stavano già studiando accuratamente i nuovi piani per l'estate 1944. Tutti i generali più importanti e capaci furono coinvolti in questo lungo lavoro di pianificazione; l'obiettivo principale venne identificato ora nella liberazione della Bielorussia. L'Armata Rossa doveva ricostituire rapidamente le sue forze per la grande offensiva che, secondo i progetti di Stalin, si sarebbe progressivamente estesa a tutto il Fronte orientale per fiaccare definitivamente l'esercito tedesco e raggiungere il cuore della Germania.